# Labordia pumila
Labordia pumila är en tvåhjärtbladig växtart som först beskrevs av Wilhelm B. Hillebrand, och fick sitt nu gällande namn av Skottsberg. Labordia pumila ingår i släktet Labordia och familjen Loganiaceae. Inga underarter finns listade i Catalogue of Life.